# Alizée
Alizée Jacotey, nota semplicemente come Alizée (Ajaccio, 21 agosto 1984), è una cantante e ballerina francese.
Ha debuttato, sotto la guida dei produttori Mylène Farmer e Laurent Boutonnat, con il singolo Moi... Lolita (incluso nel suo primo album) nel 2000, raggiungendo un successo straordinario sia a livello nazionale che internazionale: il brano è, infatti, uno dei pochissimi di produzione francese ad aver raggiunto la top ten inglese.
Ha pubblicato poi, tra il 2000 e il 2014, otto album (sei in studio, uno live e una raccolta), di cui i primi due (distribuiti tra il 2000 e il 2003) l’hanno resa la cantante francese di maggior successo all'estero, con un totale di sei milioni di dischi venduti.
Cresciuta con la passione per la danza, nel 2013 ha ottenuto notorietà anche in tale disciplina vincendo la 4ª edizione di Danse avec les stars, versione francese del programma Ballando con le stelle.
Nel 2010 è stata eletta come seconda donna più sexy del mondo dalla rivista francese FHM, dietro solo all'attrice Megan Fox.

## Biografia
Nata ad Ajaccio, Alizée ha trascorso tutta la sua infanzia in Corsica, insieme ai suoi genitori, Michèle e Joseph, e a suo fratello minore Johann. A quattro anni si iscrive alla scuola di danza di Monique Mufraggi, partecipando così ai galà di fine anno della scuola, ottenendo addirittura il ruolo di protagonista di uno spettacolo dedicato a Pocahontas nel 1995. Lo stesso anno ha vinto il concorso Dessine-moi un plane sponsorizzato da Chantal Goya: il suo disegno è stato scelto per essere riprodotto su un aereo MD 83 dell'azienda AOM e la sua famiglia ha vinto così un viaggio alle Maldive. Dal 1997, nella sua scuola di danza, Alizée inizia anche a prendere lezioni di canto e commedia. Nel 1999, si è unita allo spettacolo Graines de star trasmesso su M6, interpretando prima Waiting for Tonight di Jennifer Lopez e, successivamente, Ma prière di Axelle Red, venendo acclamata dal pubblico e vincendo il premio Meilleure Graine come giovane stella del canto più promettente, che le permette di qualificarsi per il prossimo spettacolo, ma non ha dato più notizie alla produzione dello spettacolo.

## Carriera

### Gourmandises

Autografo di Alizée

Le esibizioni canore di Alizée a Graines de star non sono passate inosservate: infatti, viene notata in tali occasioni da Mylène Farmer, cantante di successo e icona del pop francese, e dal suo compositore Laurent Boutonnat, che stavano cercando una giovane ragazza da ingaggiare in un loro progetto, e, resisi conto del talento della giovane corsa, decisero di scritturare lei. Alizée ha quindi debuttato nel grande panorama musicale all'età di quindici anni, il 4 luglio 2000, con il singolo Moi... Lolita, brano prodotto e scritto da Farmer e Boutonnat stessi, riscuotendo subito un grande successo, con la cantante che, a causa del testo della canzone, venne identificata come la lolita del brano, per la sua giovane età e l'immagine acqua e sapone che la caratterizzava.
Il singolo ha fatto da apripista al primo album della cantante, Gourmandises, uscito il 21 novembre 2000 per l'etichetta discografica Polydor. L'album è stato prodotto sempre dai due mentori della ragazza, con tutti i brani ivi presenti che portano la firma dei due, e ha raggiunto la prima posizione della classifica francese, entrando anche in diverse classifiche europee. La promozione di tale disco è durata diversi anni, complice anche l'uscita ritardata dello stesso a livello internazionale (avvenuta il 13 marzo 2001) e da esso, oltre a Moi... Lolita, che ha raggiunto le prime posizioni nelle classifiche di numerosi stati europei (addirittura la prima posizione in Italia), sono state estratte come singoli le canzoni L'alizé, Parler tout bas e Gourmandises. Moi... Lolita, in particolare, ha fatto ricevere alla cantante numerosi premi come un NRJ Music Awards, un World Music Award, un M6 Awards e altre ricompense a livello europeo. Sempre con tale singolo, Alizée ha inoltre partecipato al Festivalbar 2002 in Italia.
Nonostante il successo commerciale, vi sono state parecchie critiche riguardo al lancio di Moi... Lolita.
Le critiche si appuntano sulla somiglianza di stile con Mylène Farmer, a parere di alcuni troppo accentuato. Alcuni ritengono che la sua immagine di lolita rischi di eclissare la sua abilità come cantante; Alizée viene descritta come una ragazza che «cerca disperatamente di essere sexy».
Nonostante questo, altri ritengono immotivate tali critiche lodando Alizée per la sua voce profonda e la sua abilità di "dimostrare la sua incredibile vocalità".
Alcune delle sue canzoni sono state descritte come «ballate ricche di atmosfera» le cui «melodie sono così brillanti», e in cui Alizée riesce a «esprimere più emozioni di quanto il classico pop riesca a fare».

### Mes courants électriqueseAlizée en concert
Dopo il successo di Gourmandises e, in particolare, di Moi... Lolita, la cantante è tornata in sala di registrazione per l'incisione del suo secondo disco, intitolato Mes courants électriques e prodotto sempre da Mylène Farmer e Laurent Boutonnat. L'album è stato pubblicato il 18 marzo 2003, anticipato dal singolo J'en ai marre!, che ha ottenuto un ottimo successo a livello internazionale, pur senza raggiungere quello del singolo di debutto. Con questa canzone, Alizée ha fatto la sua seconda e ultima apparizione al Festivalbar nel 2003. Dall'album sono stati poi estratti, nel corso sempre dello stesso anno, altri due singoli: J'ai pas vingt ans e À contre-courant. Inoltre, di tale disco è stata pubblicata anche una versione internazionale contenente quattro tracce (tra cui i singoli J'en ai marre! e J'ai pas vingt ans) tradotte in lingua inglese.
Verso la fine dell'anno di uscita di Mes courants électriques, è stata poi avviata una grande tournée in Francia di Alizée, che ha debuttato con un'intera settimana all'Olympia, dove tutte le date hanno registrato il tutto esaurito, e che è terminata allo Zénit. Dal tour è stato tratto anche un CD/DVD, Alizée en concert, pubblicato nel 2004 e che ha ottenuto particolare successo in Messico, dove è stato pubblicato nel 2007 raggiungendo l'ottava posizione della classifica, venendo certificato disco d'oro e vendendo 50 mila copie.
Anche il secondo album e il disco live sono stati pubblicati per l'etichetta discografica Polydor, che dopo questi prodotti ha terminato il contratto con Alizée.

### PsychédéliceseTout Alizée

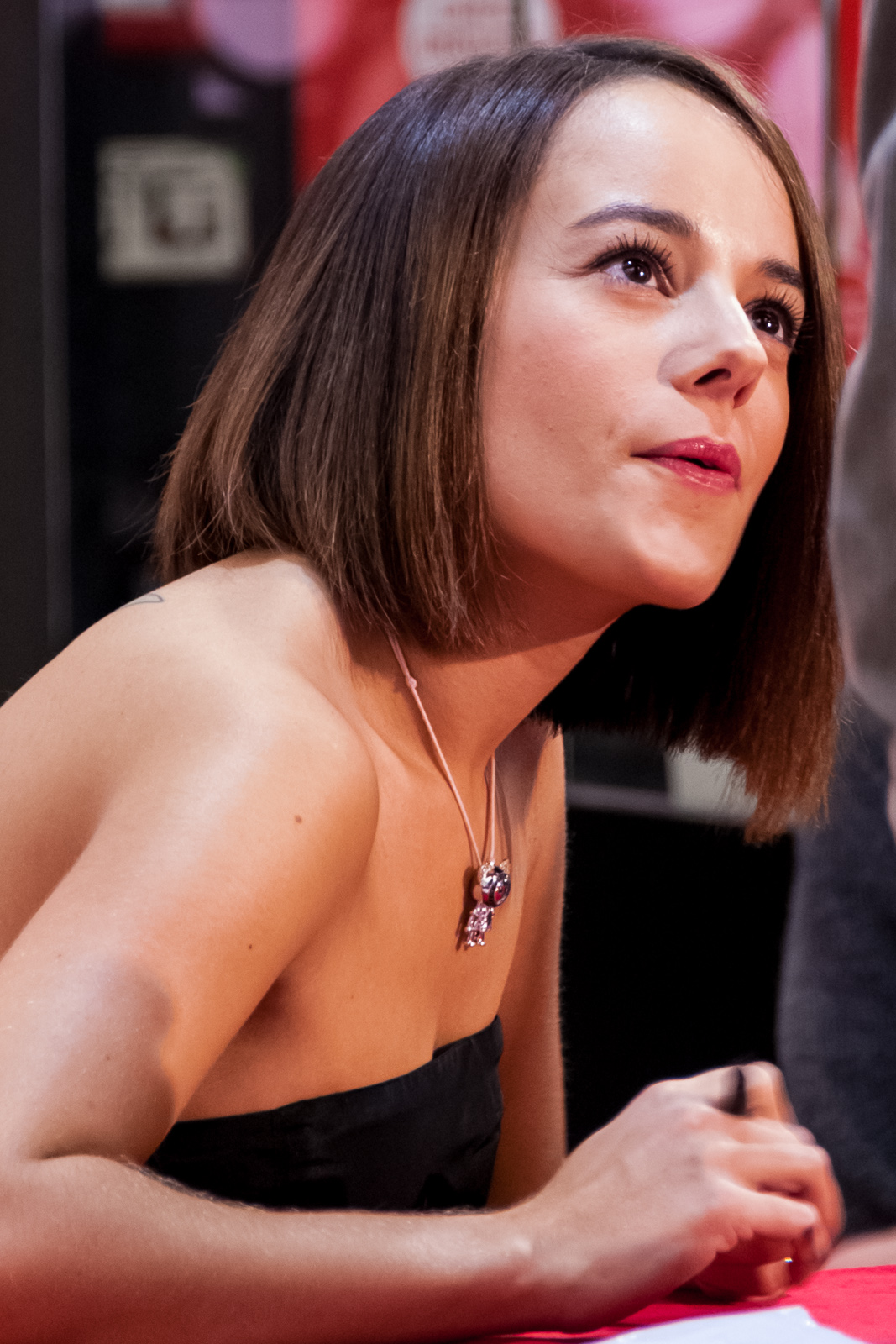
La cantante durante una sessione di autografi, dicembre 2007.

Dopo la pubblicazione del disco dal vivo, la cantante si è presa un periodo di pausa di alcuni anni dalle scene musicali, durante il quale si è sposata con il cantante Jérémy Chatelain. Nel frattempo il singolo Moi... Lolita conosce un nuovo successo in Francia, grazie alla cover di Julien Doré.

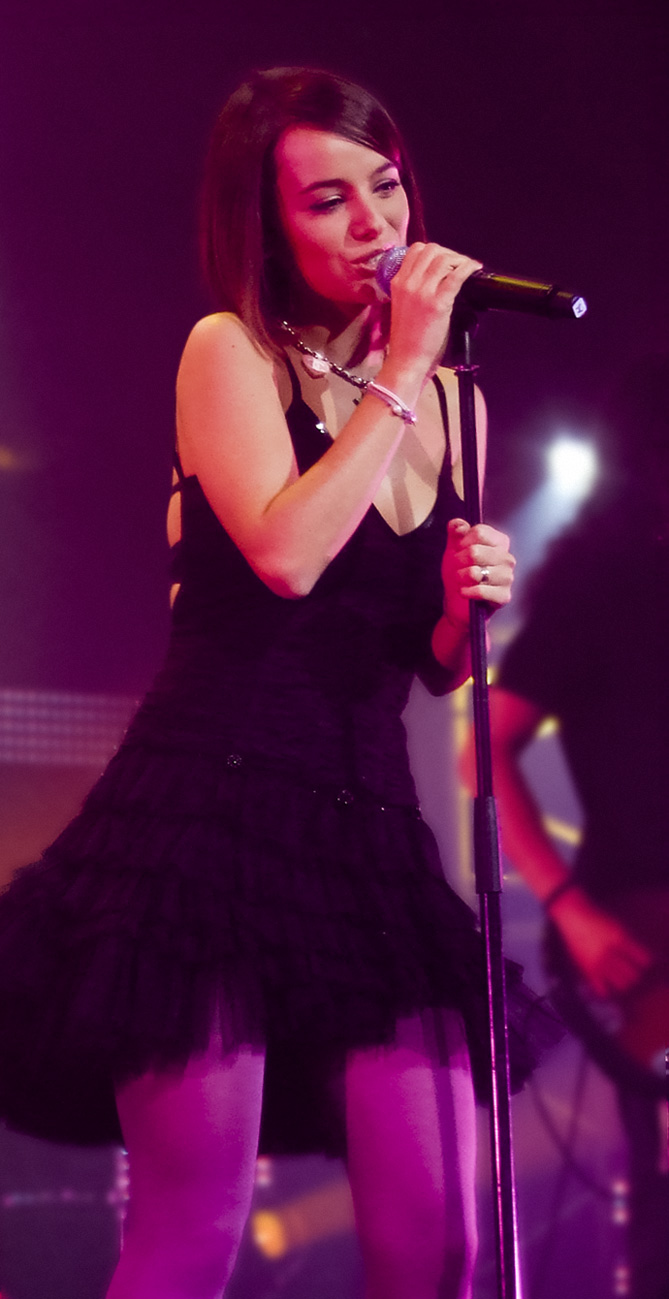
La cantante durante un concerto a Strasburgo il 9 gennaio 2008.

Nel corso del 2007 è però tornata in sala d'incisione per registrare, per la RCA, il suo terzo album di inediti, intitolato Psychédélices, prodotto dal marito stesso. Il disco è stato pubblicato il 3 dicembre di quell'anno solo in alcuni paesi, tra cui il Messico, anticipato dal singolo Mademoiselle Juliette. La promozione del disco si è conclusa l'anno successivo, con la pubblicazione del singolo Fifty-Sixty e l'organizzazione di un tour, denominato Psychédélices Tour, ma ha riscosso un successo minore rispetto ai precedenti dischi di inediti della cantante, raggiungendo la sedicesima posizione degli album in Francia, in luogo della prima e della seconda dei primi due album.
Nella versione dell'album per il mercato messicano è presente anche una cover della canzone di Madonna La isla bonita, già interpretata in precedenza dalla cantante corsa (con un altro arrangiamento) nel corso di un programma televisivo francese del 2003. Proprio in Messico l'album riscosse un inaspettato successo, per cui la precedente etichetta discografica della cantante, la Universal (la Polydor è una sussidiaria della Universal), ha pubblicato una raccolta della cantante in questo paese, Tout Alizée, che ha raggiunto la ventiduesima posizione della classifica messicana. Sempre per il mercato messicano, sono stati estratti come singoli la cover de La isla bonita e il brano Lilly Town.

### Une enfant du siècle
Tra il 2009 e il 2010 la cantante ha registrato per l'etichetta Jive Epic il suo quarto album di inediti, la cui pubblicazione è avvenuta il 29 marzo 2010 con il titolo Une enfant du siècle ed è stato ispirato alla vita della modella Edie Sedgwick. L'album è stato anticipato, nei primi giorni dello stesso mese, dal singolo Les collines (Never Leave You), diffuso anche in Italia nel negozio di musica digitale iTunes. Successivamente viene pubblicato un secondo singolo, Limelight.
Il disco ha ottenuto un discreto risultato di vendite, raggiungendo la ventiquattresima posizione della classifica francese e la ventiduesima di quella messicana, entrando anche in quella del Belgio (Vallonia), ricevendo però delle critiche contrastanti.

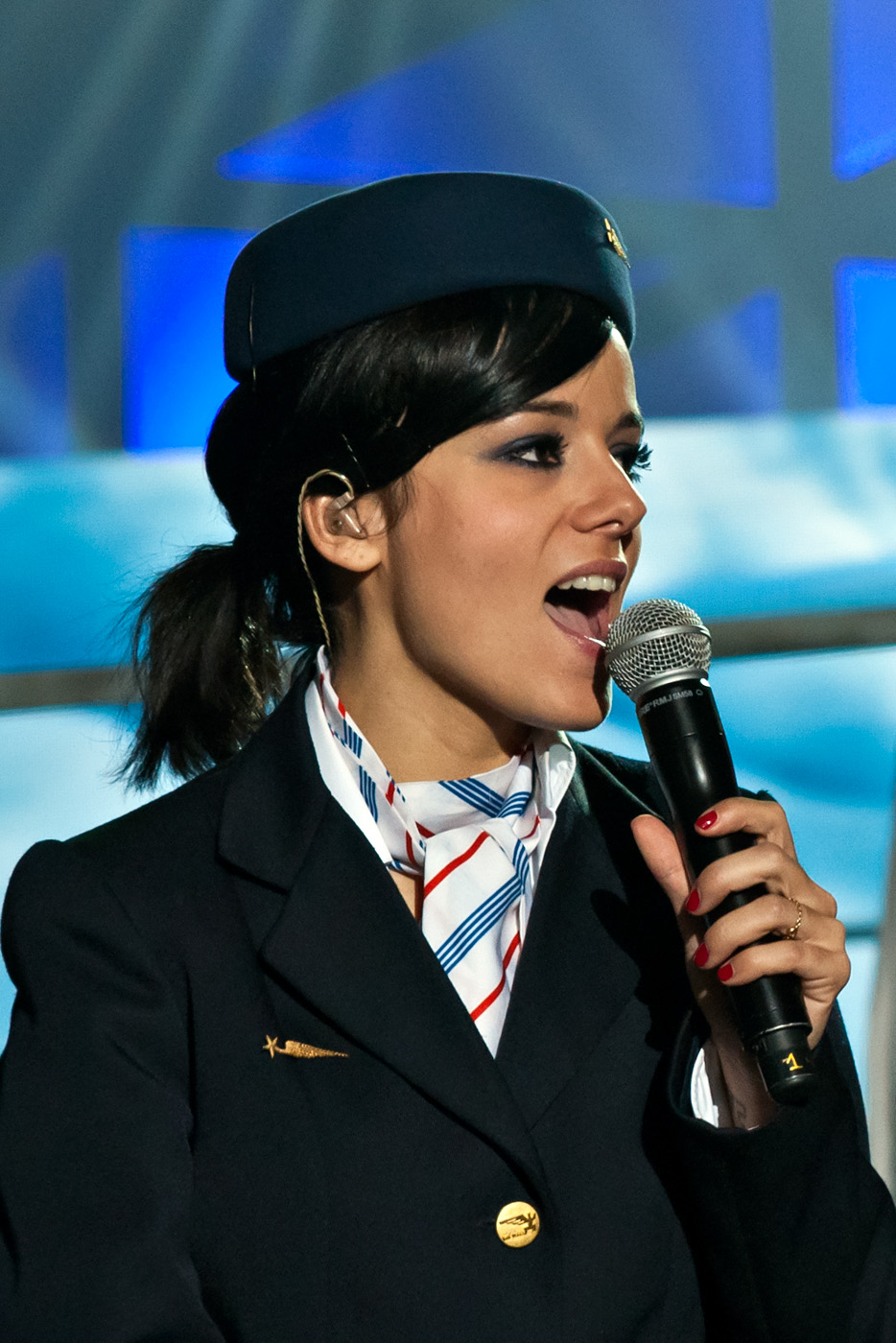
Alizée a Lione nel 2012

### 5
Il quinto album di Alizée, intitolato 5, è stato pubblicato il 25 marzo 2013 sotto etichetta Sony Music. Il disco vanta collaborazioni eccellenti, fra cui Adrien Gallo, leader del gruppo BB Brunes, Thomas Boulard, voce della band francofona Luke, e Alexandre Azaria (quest'ultimo come direttore artistico). L'album, stando a indiscrezioni precedenti l'uscita, avrebbe dovuto segnare il ritorno di Alizée alle sue origini musicali: fra le collaborazioni infatti il nome di Mylène Farmer si era fatto insistente, ma la voce è stata successivamente smentita. À cause de l'automne, il primo singolo estratto da questo nuovo lavoro discografico, è stato reso disponibile dal 4 luglio 2012, a dodici anni esatti di distanza dal successo mondiale Moi... Lolita. Successivamente, nell'aprile del 2013, viene estratta la canzone Je vieux bien.
Per promuovere ulteriormente il suo nuovo album, la cantante nel 2013 ha partecipato come concorrente alla 4ª edizione del programma tv Danse avec les stars (versione francese del programma Ballando con le stelle), in coppia con il ballerino Grégoire Lyonnet, risultandone poi la vincitrice. Nonostante questo, l'album è stato un flop commerciale di vendite.

### Blondee ritiro
Il sesto disco della cantante, intitolato Blonde, ha visto la luce il 23 giugno 2014, sempre sotto l'etichetta Sony Music, e vi hanno collaborato i cantanti: Pascal Obispo, Lionel Florence e Zazie. Un primo singolo estratto da tale disco è stato pubblicato il 21 marzo 2014, anch'esso dal titolo Blonde, seguito poi da un secondo singolo, Alcaline, distribuito il 16 giugno 2014. Anche questo album ottiene scarso successo commerciale, oltre a critiche poco positive, e ciò ha portato Alizée ad annullare un tour che aveva programmato.
Nel 2017, come riportato dai giornali francesi Télé Star e Le Figarò, Alizée ha dichiarato di aver deciso di chiudere la sua carriera musicale e di non desiderare più di prodursi in un nuovo album, ammettendo che la sua vera passione fin da bambina fosse sempre stata la danza e di volersi quindi dedicare a tale disciplina. Infatti, il 1º ottobre dello stesso anno, la giovane corsa ha aperto, assieme a Grégoire Lyonnet (diventato nel frattempo il suo secondo marito), una scuola di danza ad Ajaccio, chiamata Studio de danse Lyonnet.

### Ritorno sulle scene
Dal 2017 Alizée è apparsa in qualche programma tv ed alcuni eventi, ma a inizio 2024 ha comunicato di essere intenzionata a tornare sui grandi palcoscenici per cantare le sue hit, con dei concerti in occasione dell'estate di tale anno e come tappe: Madrid (29 giugno), nell'ambito del festival Love the Twentie, e Nizza (28 giugno), La Seyne-sur-Mer (2 agosto) e Tolosa (15 agosto) nell'ambito del festival La Kermesse. Il 26 febbraio 2024 ha poi comunicato, tramite le sue pagine social, di aver programmato un concerto evento all'Olympia per il 7 settembre 2025, per celebrare i 25 anni dall'uscita del suo primo album, a cui poi è stata aggiunta anche un'ulteriore data per il giorno seguente. Inoltre, ha preso parte alla tournée I Gotta Feeling, che ha toccato diverse città francesi tra settembre e ottobre 2024.

### Altri singoli e collaborazioni

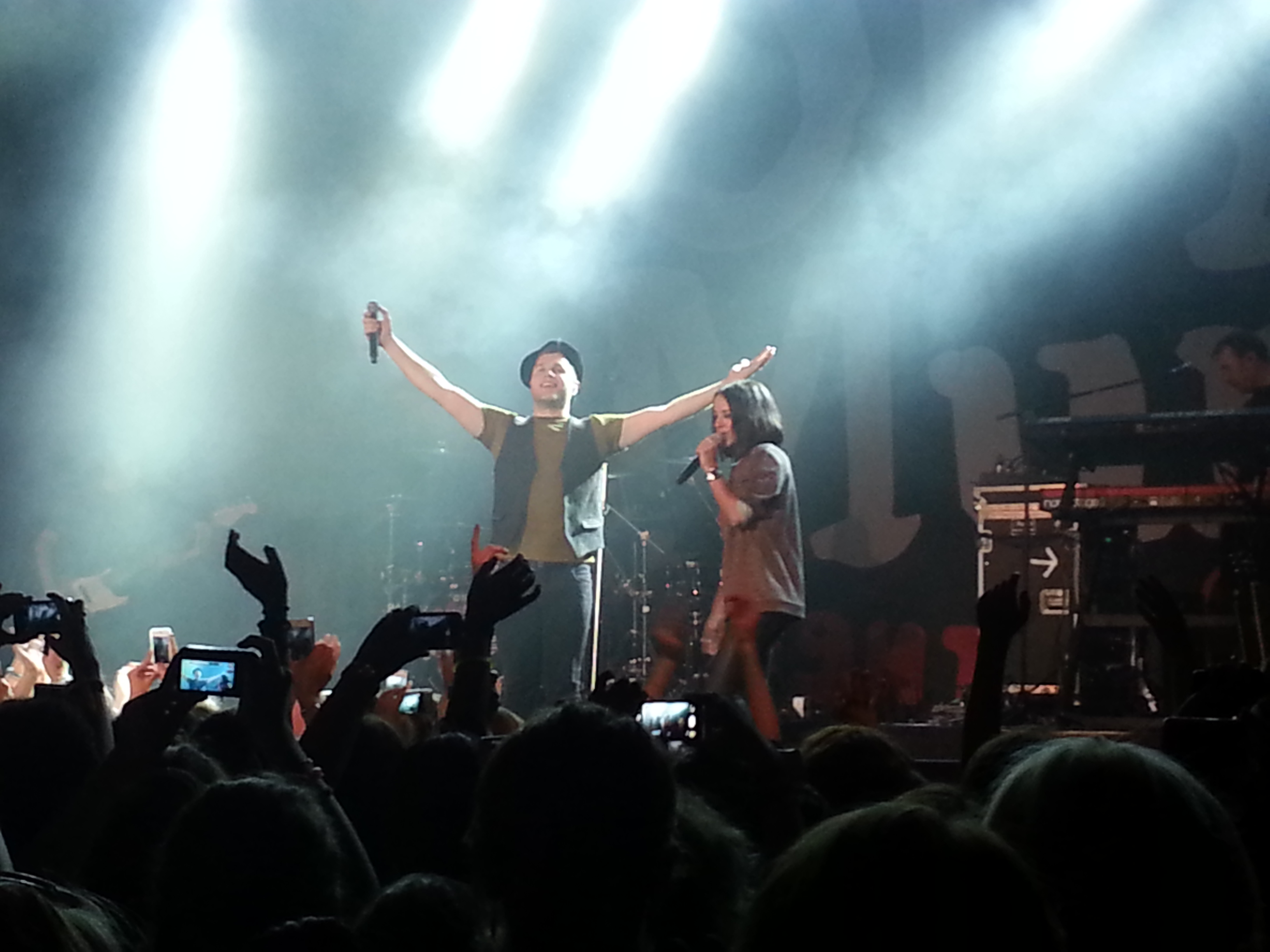
Alizée durante un'esibizione con Olly Murs nel 2013

La cantante ha collaborato con il gruppo Tahiti Boy and the Palmtree Family alla realizzazione di alcuni singoli a tematica natalizia: nel 2009 esce il brano It's Christmas (And It Won't Be the Last), nel 2010 Such a Special Time (It's Xmas Tonight) e nel 2011 Forget It's Winter. Nel novembre dello stesso anno, ha preso parte all'iniziativa di Unicef Francia registrando, insieme ad altri 60 cantanti (fra cui Shy'm e Jenifer), il brano Des ricochets, scritto da Lionel Florence, Patrice Guirao e Frédéric Chateau, il cui ricavato di vendite viene devoluto in beneficenza per i bambini bisognosi del Corno d'Africa. Nel 2014, Alizée ha collaborato, con oltre cento artisti, alla canzone Kiss & Love scritto da Pascal Obispo e Lionel Florence per i 20 anni di Sidaction. Alizée ha, inoltre, registrato il duetto Clara veut la lune, presente nel nuovo album di Alain Chamfort, Elles et Lui, uscito il 21 maggio 2012. L'anno dopo ha collaborato con il cantante britannico Olly Murs per la versione francese del brano Dear Darlin', singolo presente nell'album dell'artista inglese Right Place Right Time. Con Guillaume Aldebert ha registrato il brano Mon petit doigt m'a dit, e con la cantante Tal la cover della canzone Le tourbillon de la vie di Jeanne Moreau.

## Altre attività

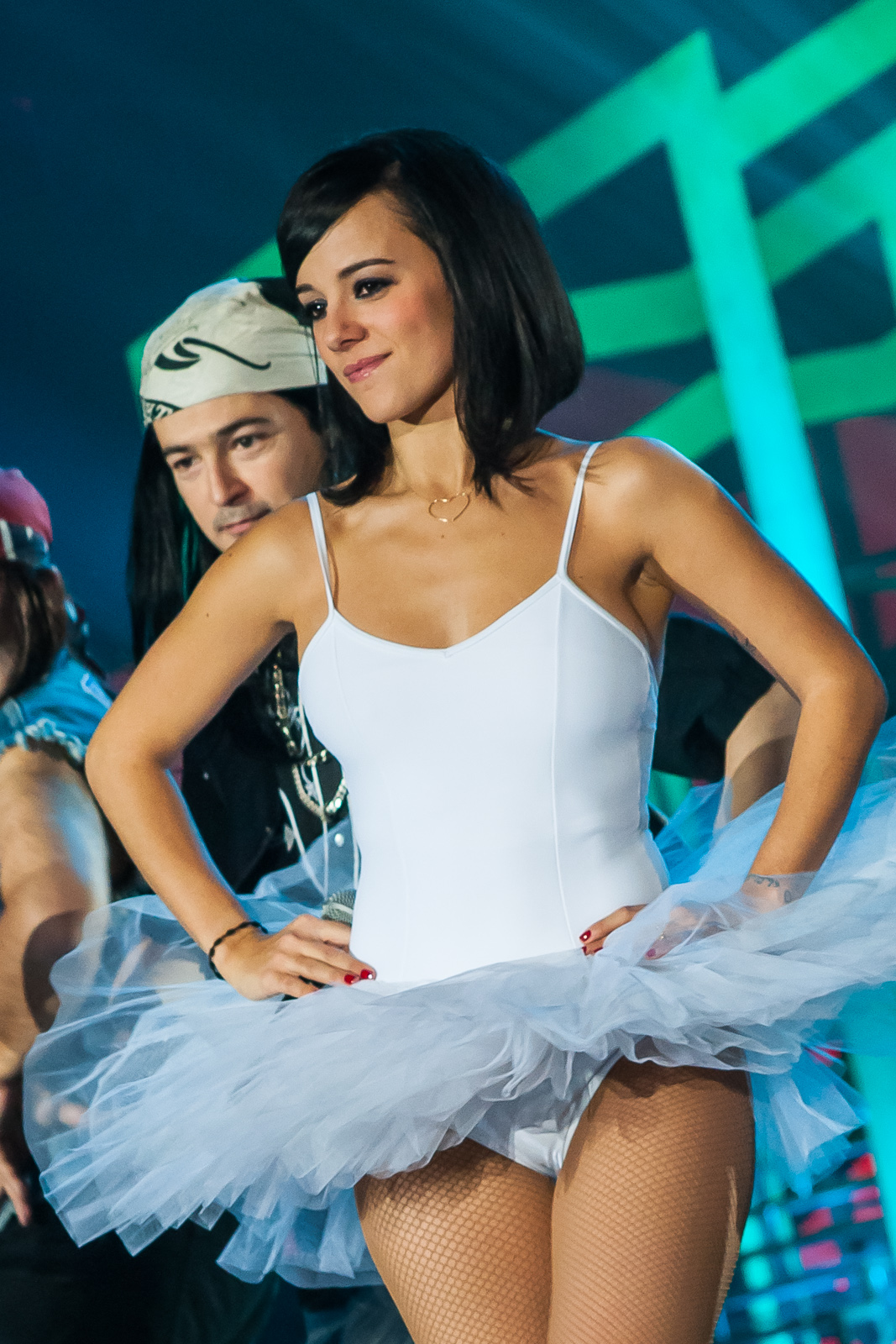
Alizée ad un evento organizzato da Les Enfoirés nel 2012

Durante la sua carriera, Alizée ha partecipato a diverse campagne pubblicitarie in vari paesi. Nel 2003 è diventata testimonial in Giappone per la marca di biscotti Elise. Nel 2008 promuove i negozi Sanborns in Messico. Dopo aver partecipato, nel 2011, a una campagna pubblicitaria per American Apparel, presta la sua immagine nel 2014 per la fragranza Amor-Amor di Cacharel.
Inoltre, ha preso parte anche ad eventi di beneficenza organizzati da Les Enfoirés, un gruppo di cantanti e altre celebrità che ogni anno allestiscono dei concerti di raccolta fondi, il cui incasso viene devoluto alla rete Restos du cœur ("Ristoranti del cuore"), che si occupa della distribuzione di pasti a persone bisognose o in difficoltà. Alizée ha partecipato a tali eventi nel 2001, nel 2002 e dal 2008 al 2013.
Nel 2015 ha partecipato al doppiaggio francese del film d'animazione Trilli e la creatura leggendaria, doppiando il personaggio della fata Nyx.
Il 15 dicembre 2024, in occasione del viaggio apostolico di Papa Francesco ad Ajaccio per la conclusione del congresso La Religiosité Populaire en Méditerranée, Alizée ha accolto il Santo Padre nel capoluogo corso, cantando Terra Corsa, insieme a Patrick Fiori (autore del brano) e altri cantanti.

## Vita privata
Nonostante la sua immagine di lolita, Alizée fin dagli inizi della sua carriera si è sempre mostrata al pubblico come una ragazza modesta, umile e molto attaccata alla famiglia e lei stessa si è sempre descritta come particolarmente timida e riservata, ma ha ammesso che, nonostante questo, esibirsi di fronte alle persone le sia sempre piaciuto. Ha dichiarato anche di essere una cattolica non praticante e una grande fan di Madonna. È inoltre una grande appassionata di tatuaggi e ne possiede diversi sparsi nel corpo, molto evidenti sono uno raffigurante il personaggio della Disney Trilli sulla schiena e uno raffigurante il personaggio di Sailor Moon sul braccio destro.
Il 6 novembre 2003 ha sposato, a Las Vegas, il cantante Jérémy Chatelain, conosciuto il 25 marzo di tale anno, in occasione della prima edizione dell'Eurobest, tenutasi a Cannes, dove entrambi i giovani cantanti sono stati invitati speciali. I due hanno avuto una figlia, Annily, nata il 28 aprile 2005, ma nel 2012 si sono separati.

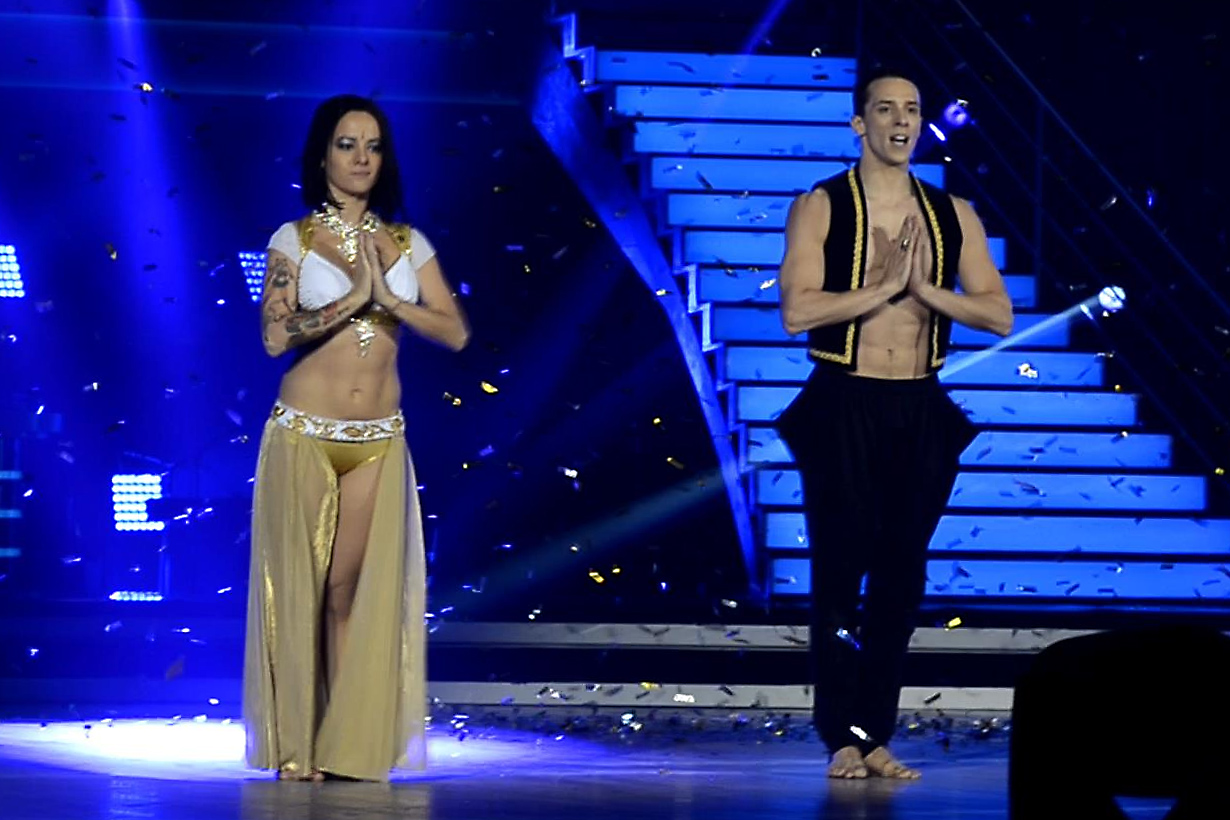
Alizée e Grégoire Lyonnet durante una puntata di Danse avec les stars

Durante la sua partecipazione al programma televisivo Danse avec les stars del 2013, la cantante corsa ha fatto coppia con il ballerino Grégoire Lyonnet, per poi legarsi sentimentalmente a lui. I due hanno in seguito contratto matrimonio a Villanova (nell'arrondissement di Ajaccio) il 18 giugno 2016. Il 24 novembre 2019 è poi nata Maggy, la seconda figlia di Alizée e la prima avuta dall'attuale marito.

## Partecipazioni a programmi televisivi
- Graines de star (1999-2000) - concorrente
- Danse avec les stars (2013) - concorrente e vincitrice
- Danse avec les stars, la tournée (2013-2014) - concorrente e vincitrice
- Danse avec les stars, la tournée (2014-2015) - concorrente
- Danse avec les stars, la tournée (2016) - ospite come ballerina[57]
- Meilleur Pâtissier, spécial célébrités (2016) - vincitrice[58]
- Danse avec les stars, la tournée (2017) - concorrente
- Danse avec les stars, la tournée (2018) - concorrente
- Mask singer (2022) - concorrente[59]

## Tournée
- 2003-2004 – En Concert
- 2008 – Psychédélices Tour
- 2024 – I Gotta Feeling

## Discografia

### Album in studio
- 2000 - Gourmandises
- 2003 - Mes courants électriques
- 2007 - Psychédélices
- 2010 - Une enfant du siècle
- 2013 - 5
- 2014 - Blonde

### Album dal vivo
- 2004 - Alizée en concert

### Raccolte
- 2007 - Tout Alizée (solo per il Messico)

### Singoli
- 2000 - Moi... Lolita
- 2000 - L'alizé
- 2001 - Parler tout bas
- 2001 - Gourmandises
- 2003 - J'en ai marre! (I'm Fed Up!)
- 2003 - J'ai pas vingt ans (I'm Not Twenty)
- 2003 - À contre-courant
- 2007 - Mademoiselle Juliette
- 2008 - Fifty-Sixty
- 2008 - Lilly Town (solo per il Messico)
- 2008 - La Isla Bonita (cover, solo per il Messico)
- 2010 - Les collines (Never Leave You)
- 2010 - Limelight
- 2012 - À cause de l'automne
- 2013 - Je vieux bien
- 2014 - Blonde
- 2014 - Alcaline